# Nijolė Piškinaitė
Nijolė Piškinaitė (* 1954 in Širvintos) ist eine litauische Juristin und Richterin. 

## Leben
Nach dem Abitur 1972 an der Mittelschule Širvintos absolvierte sie 1978 das Diplomstudium der Rechtswissenschaft an der Vilniaus universitetas. 
Ab 1978  arbeitete sie in der Rajongemeinde Ukmergė als Ermittlerin, Oberermittlerin, Leiterin der Unterabteilung für Ermittlung. Von 1993 bis 1999 war sie Richterin im 1. Stadtkreisgericht Vilnius, ab 1999 im Oberverwaltungsgericht, seit 2001 im Obersten Verwaltungsgerichts Litauens. Seit 2007 ist sie Richterin in der Abteilung für Zivilsachen von Lietuvos apeliacinis teismas.
Sie spricht deutsch, polnisch und russisch.

## Quelle
1. ↑  Teisėjų biografijos. In: Lietuvos Teismai. Abgerufen am 26. Dezember 2019 (litauisch).

| Personendaten    | Personendaten        |
| ---------------- | -------------------- |
| NAME             | Piškinaitė, Nijolė   |
| KURZBESCHREIBUNG | litauische Richterin |
| GEBURTSDATUM     | 1954                 |
| GEBURTSORT       | Širvintos            |